# Мелетий II (патриарх Антиохийский)
Патриарх Мелетий II Думани (араб. البطريرك ملاتيوس الثاني دوماني‎, греч. Πατριάρχης Μελέτιος Β΄; 1837, Дамаск — 21 февраля 1906, Дамаск) — епископ Антиохийской православной церкви; с 1899 по 1906 годы — Патриарх Антиохийский и всего Востока.

## Биография
Родился в 1837 году в Дамаске в арабской семье. Получил хорошее образование, в том числе изучил несколько иностранных языков. В 1857 году был пострижен в монашество и назначен секретарём Патриарха Антиохийского Иерофея, что дало ему возможность ознакомления с церковными делами в Сирии и приобретении административного опыта.
В 1865 году был хиротонисан в сан епископа Лаодикийского и за время управления кафедрой соучаствовал в возведении семи новых храмов и открытии духовного училища для подготовки низших клириков.
15 апреля 1899 года Синодом епископов Антиохийской православной церкви был избран первым арабофонным патриархом Антиохийским, что было восторженно встречено сирийской паствой. Однако, избрание было опротестовано патриархами Константинопольским Константином V, Александрийским Софронием IV и Иерусалимским Дамианом, отказавшимися признать законность выборов. Интронизация новоизбранного предстоятеля состоялась 27 апреля, а 1 мая за подписью семи митрополитов Антиохийского патриархата предстоятелям восточных православных церквей было направлено эпохальное «мирное послание» с разъяснениями позиции Антиохийской православной церкви в вопросе избрания своего предстоятеля.
В 1900 году новоизбранный патриарх добился открытия при Баламандском монастыре Баламандской богословской школы, остававшейся длительное время единственным учебным заведением для подготовки арабских клириков.
Скончался 21 февраля 1906 года от отравления.